# Maximilien de Fürstenberg
Maximilien de Furstenberg, (ur. 23 października 1904 na zamku Ter Worm w Holandii, zm. 22 września 1988 w Mont-Goddine w Belgii) – belgijski duchowny katolicki, kardynał, prefekt Kongregacji ds. Kościołów Wschodnich.

## Życiorys

Urodził się w arystokratycznej katolickiej rodzinie na zamku Ter Worm (Holandia). Jego ojciec Adolf był baronem, matka Elisabeth hrabiną D`Oultremont. Ród Fürstenberg-Stammheim wywodził się z niemieckiej Westfalii. Uczył się i studiował w Belgii, uzyskując na uniwersytecie w Louvain licencjat z filozofii, następnie w Rzymie w Papieskim Instytucie Biblijnym i na Gregorianum, na którym zdobył doktorat z teologii. Święcenia kapłańskie przyjął 9 sierpnia 1931 roku i został inkardynowany do archidiecezji Mechelen (Belgia). Był najpierw wykładowcą w seminariach w Antwerpii i Mechelen, następnie w 1934 roku objął w Rzymie stanowisko rektora Papieskiego Kolegium Belgijskiego. Tam zastała go 14 marca 1949 roku nominacja na arcybiskupa tytularnego Palto. Po konsekracji został wysłany najpierw jako delegat, następnie od 28 kwietnia 1952 roku jako internuncjusz apostolski, do Japonii. 21 listopada 1959 roku mianowany delegatem apostolskim w Australii, Nowej Zelandii i Oceanii. Do Europy powrócił w 1962 roku, by 28 kwietnia objąć nuncjaturę apostolską w Portugalii. Uczestniczył w Soborze Watykańskim II. 26 czerwca 1967 roku mianowany przez Pawła VI kardynałem prezbiterem Sacro Cuore di Gesù a Castro Pretorio; pracował następnie w Kurii Rzymskiej. 15 stycznia 1968 roku został prefektem Kongregacji Kościołów Wschodnich. Zrezygnował z tej funkcji 28 lutego 1973 roku. W marcu 1972 roku został mianowany wielkim mistrzem Zakonu Rycerzy Grobu Bożego w Jerozolimie. Przewodniczył komitetowi organizującemu obchody Roku Świętego 1975. Uczestniczył w obydwu konklawe w 1978 roku. Zmarł w Mont-Goddine w Belgii. Został pochowany we franciszkańskim kościele k. Remagen w Niemczech (Nadrenia-Palatynat), który w połowie XIX wieku ufundował jego prapradziadek.

## Odznaczenia
- Krzyż Wielki Orderu Bożogrobców – Wielki Mistrz Zakonu
- Krzyż Wielki Orderu Pro Merito Melitensi (Zakon Maltański, 1967)
- Krzyż Wielki Orderu Chrystusa (Portugalia, 1966)
- Krzyż Wielki Orderu Infanta Henryka (Portugalia, 1967)
- Medal 2500-lecia Imperium Perskiego (Iran, 1971)